# Score de risque embolique
Les scores de risque embolique sont des échelles permettant d'estimer le risque d'embolie artérielle lors d'une fibrillation auriculaire sans maladie valvulaire mitrale. Ils permettent d'aider à la décision de la mise en place d'un traitement anticoagulant ou non.
Ces scores sont le CHADS2 et le CHA2DS2-VASc, dérivé du premier.

## ScoreCHADS2
Le score Score CHADS2 a été développé en 2001.
|    | Condition | Points |
| -- | --- | ------ |
| C  | insuffisance cardiaque (le C étant pour le terme anglais « Congestive heart failure »)                                                        | 1      |
| H  | Hypertension artérielle | 1      |
| A  | âge supérieur à 75 ans | 1      |
| D  | diabète | 1      |
| S2 | antécédent d'accident vasculaire cérébral (le S étant pour le terme anglais de « Stroke »), le 2 en indice étant le « poids » de ce paramètre | 2      |

## ScoreCHA2DS2-VASc
Il a été développé en 2010.
|    | Condition | Points |
| -- | --- | ------ |
| C  | insuffisance cardiaque (le C étant pour le terme anglais « Congestive heart failure ») ou fraction d'éjection diminuée.                       | 1      |
| H  | hypertension artérielle | 1      |
| A2 | âge supérieur à 75 ans | 2      |
| D  | diabète | 1      |
| S2 | antécédent d'accident vasculaire cérébral (le S étant pour le terme anglais de « Stroke »), le 2 en indice étant le « poids » de ce paramètre | 2      |
| V  | antécédent de maladie vasculaire : artériopathie oblitérante des membres inférieurs, infarctus du myocarde, etc.                              | 1      |
| A  | âge compris entre 65 et 74 ans | 1      |
| Sc | femme (Sc étant l'acronyme du terme anglais « Sex category »)                                                                                 | 1      |

## Différences entreCHADS2etCHA2DS2-VASc
Le score CHA2DS2-VASc comporte plusieurs nouveaux critères dont le sexe féminin et l'antécédent de maladie vasculaire, apportant une différence notable d'appréciation du risque. Ainsi une femme de 70 ans comporte un risque faible pour le score CHADS2 et un risque significatif pour le score CHA2DS2-VASc ce qui induit une prise en charge différente. Les scores 0 ou 1 du CHADS2 sont donc reclassifiés avec le CHA2DS2-VASc de manière plus fiable.
Le score CHA2DS2-VASc semble mieux prédire le risque embolique que le CHADS2.
Le paramètre « sexe » a une importance discutée : les études anciennes montrent une augmentation du risque vasculaire chez les femmes mais qui n'a pas été retrouvée dans une étude plus récente.

## Autres scores
D'autres scores ont été développés comprenant tous les mêmes critères dans des combinaisons différentes ou avec des poids différents. Le score ATRIA inclut, comme paramètre, la fonction rénale et serait plus fiable que le CHA2DS2-VASc. Le score ABC incluant la mesure du taux sanguin de la NTproBNP et de la troponine ultrasensible, avec des résultats prédictifs encore meilleurs.

## Paramètres non inclus dansCHADS2etCHA2DS2-VASc
Le risque thrombo-embolique varie également en fonction du type de fibrillation : il est plus important si cette dernière est permanente ou persistante que si elle est seulement paroxystique,.
La présence d'une insuffisance rénale augmente le risque embolique mais pas de manière suffisante pour modifier la valeur prédictive des scores CHADS2 et CHA2DS2-VASc.

## Utilisation
Ces scores tentent de quantifier essentiellement le risque relatif de faire un accident vasculaire cérébral mais le niveau de risque absolu varie suivant les cohortes, pouvant aller du simple au double. Ces différences peuvent être dues aux spécificités de certaines populations. Ainsi, il semble que le risque augmente dès l'âge de 50 ans chez les asiatiques faisant proposer un score modifié prenant en compte cette particularité.  Une autre raison est la définition des accidents thrombo-emboliques, certaines études incluant l'embolie pulmonaire, majorant, de fait, le nombre d'accidents.

### Dans la fibrillation atriale
Le score est constitué par la somme des points du score choisi.
Un score supérieur ou égal à 2 est considéré comme un risque non négligeable de complication embolique et doit faire discuter l'introduction d'un traitement anticoagulant oral. Un score à 0 est considéré comme un risque faible et l'absence de traitement anticoagulant oral peut être proposé. Le cas du score à 1 est discuté, le risque retrouvé étant possiblement surestimé. Chaque point n'est cependant pas équivalent en terme statistique et l'âge est probablement un marqueur de risque plus important que les autres.
Le score ne s'applique pas dans le cas d'une fibrillation atriale avec insuffisance mitrale ou rétrécissement mitral significatif, le risque embolique étant d'emblée considéré comme haut. Il ne s'applique pas non plus si le but est de réduire l’arythmie à court terme (cardioversion électrique ou médicamenteuse permettant le retour en rythme sinusal normal).
La décision d'anticoaguler ou non doit reposer sur l'appréciation du risque embolique aidé par ces scores, mais également par l'évaluation du risque hémorragique d'un tel traitement (pouvant être apprécié par un score de risque hémorragique) ainsi que par l'estimation de l'observance du traitement (probabilité que le patient prenne correctement son traitement).
L'utilisation du score CHADS2 est préconisé dans les recommandations de l'American College of Chest Physicians datant de 2012 (traitement anticoagulant si supérieur ou égal à 1). Celles actualisés de 2011 par l'American College of Cardiology utilisent une version modifiée du CHADS2 où l'insuffisance cardiaque compte pour un point et une fraction d'éjection inférieure à 35 % pour un autre point et préconisent l'aspirine pour un score à 0, un anticoagulant oral pour un score à 2, l'attitude n'étant  pas tranché pour un score à 1. Celles de l'European Society of Cardiology datant de 2010 utilisent le CHA2DS2-VASc et préconisent un traitement anticoagulant s'il est supérieur ou égal à 2 et de l'aspirine dans les autres cas. La version de 2016 de ces dernières sont plus nuancées : anticoagulation orale si le score est supérieur à 2 pour les hommes (3 pour les femmes), rien si aucun facteur de risque et discussion au cas pour cas si un seul facteur de risque. Les recommandations anglaises issues du National Institute for Health and Care Excellence (mises à jour en 2014) utilisent également CHA2DS2-VASc et considèrent une anticoagulation orale s'il est supérieur à 1 (optionnel si égal à 1, fortement recommandé si supérieur ou égal à 2), sans indication d'antiagrégants plaquettaires. À noter que les publications utilisant le CHA2DS2-VASc considèrent qu'un score dû uniquement au fait d'être une femme, ne représente pas un risque important et ne préconisent pas un traitement anticoagulant en l'absence d'autres facteurs.

### En dehors de la fibrillation atriale
Ces scores n'ont pas été conçus pour être utilisés en dehors de la fibrillation atriale. Néanmoins, ils conservent leur aspect prédictif sur le risque d'accidents vasculaires cérébraux en dehors de ce cas : cela a été testé chez les patients hospitalisés pour un syndrome coronarien aigu ou ceux porteurs d'un stimulateur cardiaque pour une maladie rythmique (dans ce dernier cas, la fonction holter du stimulateur permet de démontrer l'absence de récidive d’arythmie). Cela semble logique, plusieurs des items intervenant dans le calcul du score sont des facteurs de risque cardio-vasculaire reconnus.  La démonstration de l'efficacité d'un traitement par anticoagulant oral — par rapport à la mise sous anti-agrégants plaquettaires — n'est cependant pas faite dans ces populations.